# Orthozona bilineata
Orthozona bilineata là một loài bướm đêm trong họ Noctuidae.